# Janusz Młodszy
Janusz Młodszy (ur. ok. 1382, zm. 18 października 1422) – przedstawiciel mazowieckiej linii dynastii Piastów.
Najstarszy syn księcia mazowieckiego Janusza I Starszego i Danuty Anny litewskiej. 
W związku z przygotowywaniem Janusza do objęcia władzy na Mazowszu książę został wysłany do Krakowa, gdzie znalazł się na dworze Władysława Jagiełły.
Około 1400 książę poślubił Katarzynę Melsztyńską, córkę poległego 12 lub 16 sierpnia 1399 w bitwie nad Worsklą z Tatarami Spytka z Melsztyna. Powodem małżeństwa mazowieckiego Piasta ze zwykłą szlachcianką był ogromny majątek, jaki pozostawił po sobie jej ojciec. Potwierdza to olbrzymi posag w wysokości 5000 grzywien, jaki do małżeństwa miała wnieść Katarzyna. Okazała się jednak, że bracia księżnej zwlekali wiele lat z wypłaceniem należnych sum i dopiero w 1420 po serii procesów zdecydowali się uiścić całą kwotę. Posag Katarzyny został zabezpieczony przez Janusza na dobrach skupionych wokół Różana i Nura.
Janusz Młodszy zmarł bezpotomnie w 1422, nie doczekawszy się objęcia księstwa mazowieckiego z rąk długowiecznego ojca. Katarzyna Melsztyńska po jego śmierci wyszła ponownie za mąż, za pana małopolskiego Mikołaja Białuchę z Michałowa.